# Anthias asperilinguis
Anthias asperilinguis, thường được gọi là cá mú nạm ngọc, là một loài cá biển thuộc chi Anthias trong họ Cá mú. Loài này được mô tả lần đầu tiên vào năm 1859.

## Phân bố và môi trường sống
A. asperilinguis có phạm vi phân bố ở vùng biển Tây Đại Tây Dương. Chúng được tìm thấy dọc theo bờ biển Nam Mỹ, từ phía nam biển Caribe đến phía bắc Brazil ở độ sâu khá sâu, khoảng từ 230 đến 320 m.

## Mô tả
A. asperilinguis có kích thước lớn nhất là khoảng 15,5 cm. Đầu nửa trên màu nâu đỏ; phía dưới màu hồng; vùng gáy màu đỏ. Hai bên đầu có 2 sọc vàng: một sọc từ sau mắt đến rìa mang và một sọc từ phía trước môi trên băng xuống vùng dưới mắt đến gốc vây ngực. Mống mắt với vòng màu vàng bên trong, vòng ngoài màu lam sáng hoặc đỏ. Thân màu nâu cam ở phía trên, chuyển màu hồng ở bên dưới; vảy màu đỏ. Vây lưng có màu vàng với các vết đỏ rải rác dọc theo gốc; gai và chóp các tia vây màu hồng. Đuôi xẻ thùy, màu vàng với viền màu hồng ở thùy trên và dưới, kể cả chóp thùy. Vây hậu môn màu vàng, có các vệt đỏ ở gốc. Vây bụng rất dài, có màu vàng.
Số gai ở vây lưng: 10; Số tia vây mềm ở vây lưng: 15; Số gai ở vây hậu môn: 3; Số tia vây mềm ở vây hậu môn: 7; Số tia vây mềm ở vây ngực: 18 - 19; Số vảy đường bên: 36 - 41; Số lược mang: 38 - 40.
Thức ăn của A. asperilinguis có thể là các loài sinh vật phù du và động vật giáp xác.